# Jody February
Jody February (12 mei 1996) is een Zuid-Afrikaans voetballer die bij voorkeur als doelman speelt. In 2014 stroomde hij vanuit de jeugdopleiding door naar de eerste selectie van Ajax Cape Town.

## Carrière
Op 9 mei 2015 maakte February op de laatste speeldag van de competitie zijn debuut voor Ajax Cape Town. In de wedstrijd tegen Orlando Pirates speelde hij negentig minuten.